# Жилтий Бряг
Жи́лтий Бряг (болг. Жълти бряг) — село в Хасковській області Болгарії. Входить до складу общини Стамболово.

## Населення
За даними перепису населення 2011 року у селі проживали 630 осіб.
Національний склад населення села:
| Національність   | Кількість осіб | Відсоток |
| ---------------- | -------------- | -------- |
| болгари          | 316            | 50,6%    |
| турки            | 297            | 47,5%    |
| цигани           | 7              | 1,1%     |
| Всього відповіли | 625            |          |

Розподіл населення за віком у 2011 році:
Динаміка населення: